# Ірак на літніх Олімпійських іграх 2012
Ірак на літніх Олімпійських іграх  2012 представляли 8  спортсменів у 7 видах спорту. Іракські спортсмени не вибороли жодної олімпійської медалі. Футбольна збірна Іраку не потрапила на Олімпіаду, оскільки у відбірковому матчі проти Об'єднаних Арабських Еміратів виставила футболіста з двома жовтими картками..

## Виноски
1. ↑  FIFA suspend(s) our Olympic team – iraqiolympic.com (English) [Архівовано 12 лютого 2012 у Wayback Machine.] Retrieved 15 April 2012.